# دوی لبر
شهر دوی لبر (به فرانسوی: Deuil-la-Barre) در شهرستان ولدوآز در ناحیه ایل-دو-فرانس با جمعیت ۲۱٬۲۳۰ نفر در کشور فرانسه واقع شده‌است